# Masters de Cincinnati 1970
El Abierto de Cincinnati 1970 fue un torneo de tenis jugado sobre tierra batida. Fue la edición número 70 de este torneo. El torneo masculino formó parte del circuito  ATP. Se celebró entre el 20 de julio y el 26 de julio de 1970.

## Campeones

### Individuales masculinos
Ken Rosewall vence a  Cliff Richey, 7-9, 9-7, 8-6.

### Dobles masculinos
Ilie Năstase /  Ion Ţiriac vencen a  Bob Hewitt /  Frew McMillan, 6-3, 6-4.

### Individuales femeninos
Rosemary Casals vence a  Nancy Richey, 6-3, 6-3.

### Dobles femeninos
Rosie Casals /  Gail Sherriff vencen a  Helen Gourlay /  Pat Walkden-Pretorius, 12-10, 6-1.